# Cose stupide
Cose stupide è un singolo della cantante italiana Alessandra Amoroso, pubblicato il 4 aprile 2025 come quinto estratto dall'ottavo album in studio Io non sarei.

## Descrizione
Il brano è scritto da Daniele Fossatelli, Leonardo Zaccaria e Pietro Celona, il quale ha anche curato la produzione.

## Promozione
Il brano è stato eseguito dalla cantante stessa il 5 aprile 2025 nel corso della terza puntata del serale della ventiquattresima edizione del talent show Amici di Maria De Filippi.

## Video musicale
Il video musicale, diretto da Marco Braia, è stato pubblicato in concomitanza all'uscita del brano attraverso il canale YouTube della cantante e ha visto la partecipazione dell'attrice italiana Matilde Gioli.

## Tracce
Testi e musiche di Daniele Fossatelli, Leonardo Zaccaria e Pietro Celona.
1. Cose stupide – 2:54

## Classifiche
| Classifica (2025) | Posizione massima |
| ----------------- | ----------------- |
| Italia            | 64                |